# Cambala annulata
Cambala annulata är en mångfotingart som först beskrevs av Thomas Say 1821.  Cambala annulata ingår i släktet Cambala och familjen Cambalidae. Inga underarter finns listade i Catalogue of Life.